# The Fighting Gringo
Pour l’article homonyme, voir The Fighting Gringo (film, 1939).
Pour plus de détails, voir Fiche technique et Distribution.
The Fighting Gringo est un western américain muet de Fred Kelsey, sorti en 1917.

## Fiche technique
- Titre : The Fighting Gringo
- Titre alternatif : Red Saunders Plays Cupid[1]
- Réalisation : Fred A. Kelsey
- Scénario : Maud George, d'après une histoire de Henry Wallace Phillips
- Société de Production : Universal Film Manufacturing Company
- Pays de production :  États-Unis
- Langue : anglais
- Couleur : noir et blanc
- Format : 1,33 : 1
- Son : muet
- Genre : western
- Date de sortie :
  - États-Unis : 26 mars 1917

## Distribution
- Harry Carey : William « Red » Saunders
- Claire Du Brey : May Smith
- George Webb : Arthur Saxon
- Rex De Rosselli : Ramon Orinez
- T.D. Crittenden : Belknap
- Tote Du Crow : Enrique
- Bill Gettinger : Jim
- Vesta Pegg : Pedro